# NGC 826-2
NGC 826-2 is een spiraalvormig sterrenstelsel in het sterrenbeeld Driehoek. Het sterrenstelsel bevindt zich dicht bij NGC 826-1.

## Synoniemen
- ZWG 504.19